# Hannibal trả thù
Hannibal trả thù là một cuốn tiểu thuyết của tác giả người Mỹ Thomas Haris, xuất bản năm 2006. Đây là phần tiền truyện của ba cuốn sách trước đây của ông có nhân vật nổi tiếng nhất của ông, kẻ giết người hàng loạt ăn thịt người, là tiến sĩ Hannibal Lecter. Cuốn tiểu thuyết được phát hành với một bản in ban đầu ít nhất 1,5 triệu bản  và đã gặp một phản ứng phê phán hỗn hợp. Các phiên bản Audiobook cũng đã được phát hành, do chính Harris đọc văn bản. Cuốn tiểu thuyết đã được chuyển thể (bởi chính Harris) thành một bộ phim cùng tên vào năm 2007, do Peter Webber đạo diễn. Nhà sản xuất Dino De Laurentis ngụ ý trong thời gian phát hành cuốn tiểu thuyết rằng ông đã ép buộc Harris viết nó với nguy cơ mất quyền kiểm soát nhân vật Hannibal Lecter, chiếm chất lượng giảm dần từ những cuốn sách trước của Harris.
Bản dịch tiếng Việt của cuốn tiểu thuyết đã được Nhã Nam phát hành vào tháng 5 năm 2020.

## Cốt truyện
Câu truyện bắt đầu từ năm 1941 ở Lithuania, khi Hannibal Lecter chỉ mới 8 tuổi và sống trong một lâu đài với bố mẹ và em gái tên là Mischa. Vì tòa lâu đài nằm gần mặt trận phía đông của Thế Chiến thứ 2 nên gia đình của nhà Lecter trốn vào rừng để tránh sự tấn công của Đức quốc xã, gia đình của nhà Lecter giờ đây phải sống trong một ngôi nhà nhỏ, tuy vậy cậu và em gái của cậu có một tình cảm ruột thịt rất khăng khít. Khi ngôi nhà của nhà Lecter bị bỏ hoang, nó nhanh chóng bị người Đức và thường dân đột kích, bộ sưu tập nghệ thuật của họ trong các chiến lợi phẩm bị đánh cắp. 3 năm sau bố mẹ của Hannibal bị giết trong cuộc oanh tạc của máy bay phe Đức quốc xã, cậu và Mischa sau đó cũng bị bắt giữ bởi những người Lithuania phe Phát xít bao gồm: Vladis Grutas, Zigmas Milko, Bronys Grentz, Enrikas Dortlich, Petras Kolnas and Kazys Porvik, ngày qua ngày, lương thực trở nên khan hiếm, những kẻ man rợ phe phát xít đã giết và ăn thịt Mischa, kinh tởm hơn, chúng còn bắt Hanibal ăn cùng, Hanibal đã may mắn chạy thoát khỏi lũ người man rợ kia và đã bị câm do sang chấn tâm lý.
Sau đó đã Hannibal được cứu bởi một người lính Xô Viết và được đưa về tòa lâu đài của cậu khi xưa, khi đó là một trại trẻ mô côi, Hannibal giữ cho mình nỗi ám ảnh về vụ giết người ngày càng mạnh mẽ hơn bao giờ hết. Ở đây, Hannibal luôn luôn bị bắt nạt và đánh đập bởi bạn bè. Khi lên 13 tuổi, cũng là lúc chiến tranh thế giới thứ 2 kết thúc, cậu được người chú là bá tước Robert Lecter đã đưa đến Pháp với người vợ của Robert là phu nhân Murasaki và có một cuộc sống mới rất tốt đẹp, Hannibal nghĩ rằng cậu sẽ có thể vui vẻ trở lại và vượt qua nổi đau mất người em gái mà mình hết mực yêu thương. Ở đây phu nhân Murasaki đã dạy cho Hannibal rất nhiều điều về văn hóa Nhật Bản, còn người chú Robert thì dạy cho cậu về nghệ thuật. Nhưng tưởng rằng cuộc sống của Hannibal sẽ êm đẹp từ đây nhưng bi kịch tiếp tục xảy ra với cậu. Trong một lần đi chợ với phu nhân Murasaki, phu nhân Murasaki đã bị gã bán thịt lợn xúc phạm nặng nề, sau khi hay tin, bá tước Robert đã tự mình ra đối đầu với tên bán thịt lợn và đã qua đời sau đó vì cơn đau tim vì Cơn thịnh nộ của anh ta vượt quá tầm kiểm soát. Ngày hôm sau, Hannibal truy tìm gã đã xúc phạm phu nhân Murasaki đang câu cá, Hannibal một lần nữa yêu cầu người bán thịt xin lỗi. Người bán thịt cười và từ chối yêu cầu của cậu, sau đó Hannibal đã giết gã bán thịt bằng cây Katana, chặt đứt cánh tay, ruột của hắn và ăn một phần má của hắn, sau đó anh đã bị nghi ngờ bởi một thanh tra tên Popil, may mắn thay anh đã thoát khỏi sự nghi ngờ khi Murasaki giả mạo bằng chứng và cho thấy cái chết của gã bán thịt lợn là do yếu tố chính trị. Sau đó, vì thuế và nợ nần nên Hannibal cùng Murasaki đã bán mọi đồ đạc nhà và di chuyển lên Paris.
Hannibal được nhận vào trường y và là học sinh trẻ tuổi nhất với phần học bổng "vừa học vừa làm", Hannibal làm việc trên xác chết như một phần của nghiên cứu của mình. Điều này dẫn đến một sự đam mê mới với cơ thể con người, sự đam mê này bắt đầu chi phối Hannibal khi anh âm mưu trả thù cho em gái mình.Hannibal đã sử dụng Natri Thiopental để nhớ lại kí ức về khuôn mặt của những người đã giết và ăn thịt người em gái của mình. Sau đó, Hannibal làm việc với Popil để khôi phục lại những tác phẩm nghệ thuật bị cướp của nhà Lecter, Hannibal tham dự một buổi triển lãm tác phẩm nghệ thuật đã được khôi phục cùng với phu nhân Murasaki, và nói chuyện với người của Grutas đang bán các tác phẩm nghệ thuật. Sợ bị lộ, Grutas gửi Dortlich đến để giết Hannibal.
Sau khi trở về Lithuania, Hannibal đã quay về ngôi nhà mà cả gia đình Lecter ở khi thế chiến thứ 2 xảy ra, Hannibal tìm được một túi đồ chứa những đồ vật của Mischa, thẻ tên của những người đã giết Mischa. Khoảnh khắc cái chết của Mischa ùa về, Hannibal bị cơn thịnh nộ chi phối, cậu nhận ra thứ cậu phải làm: giết từng người đã giết em gái cậu đêm đó. Ngay sau đó khi bị tấn công bởi Dortlich, Hannibal đánh trả lại bằng xẻng và trói anh ta lại vào gốc cây và cột vào con ngựa, khi được hỏi thông tin về Grentz, Dortlich đã xác nhận Grentz đã chuyển đến Canada, và Kolnassở hữu một nhà hàng ở Fontainebleau, mặc kệ sự van xin của Dortlich, Hannibal đã dùng con ngựa để xé toạc đi cái đầu của Dortlich.
Khi quay lại Pháp, trong lúc đang dùng bữa ở nhà hàng của Kolnas, Hannibal nhìn thấy con của Kolnas đang đeo vòng tay của em gái mình. Hannibal vẫn tiếp tục việc học và bị rình rập trong khi đang trực ca đêm bởi Milko, tuy nhiên Milko đã quá non nớt khi bị Hannibal lừa và đánh thuốc mê, Hannibal thẩm vấn anh ta về thông tin của Grutas, trước khi nhấn chìm Milko trong bồn ướp xác và thủ tiêu người đàn ông xấu số này.Sau khi trở về nhà, Murasaki đã trao cho Hannibal nụ hôn và đã cố van xin nài nỉ anh dừng giết người và hợp tác với Popil. Tuy nhiên Hannibal đã hứa với em gái mình rằng sẽ trả thù cho người em gái quá cố Mischa của anh. Hannibal tìm được nhà, đặt một trái bom và đối đầu với Grutas khi anh ấy đang tắm, Grutas đã được cứu bởi những người vệ sĩ. Khi Hannibal sắp bị giết, may mắn thay trái bom mà anh ấy đã đặt phát nổ làm ngắt hệ thống điện, trong màn đêm anh ta đánh trả lại các vệ sĩ và thoát ra khỏi đống hỗn loạn. Khi quay trở về nhà phu nhân Murasaki, Hannibal nhân được cuộc gọi từ Grutas, Grutas dọa rằng nếu Hannibal không đầu hàng thì anh ta sẽ giết Murasaki. Hannibal nhận ra tiếng chim của Kolnas ở nhà hàng ngay trong cuộc gọi, anh ta chạy thẳng đến nhà hàng. Hannibal cho biết anh ta đã lấy vòng tay của Mischa từ con gái của Kolnas, Hannibal chơi đùa tình phụ tử của Kolnas bằng cách dọa nạt giết con của Kolnas. Không còn cách nào khác, Kolnas đưa địa chỉ chiếc thuyền của Grutas. Khi Kolnas nhận ra mọi thứ Hannibal nói chỉ là lừa dối, anh ta liền ra tay tấn công Hannibal, không may anh ta đã bị Hannibal đâm qua đầu anh ta bằng một cây tantō.
Tìm được vị trí và đã tới chiếc thuyền của Grutas, Hannibal lẻn lên tàu và bị phát hiện bởi một người trưởng tàu. Sau khi tiêu diệt hết những vệ sĩ và trưởng tàu, anh ta lao tới cứu Murasaki những đã bị bắn vào vai vởi Grutas sau đó anh ta bị găm một cây dao nhật vào người. Khi Murasaki đang bị Grutas cưỡng hiếp thì, Hannibal rút dao ra và cứa vào chân khiến Grutas gục xuống, sau đó anh ta dùng con dao đó để cắt dây cởi trói cho Murasaki, khi Grutas nằm bất động, phu nhân Murasaki cầu xin Hannibal giao nộp Grutas cho thanh tra Popil. Khi biết rằng Hannibal đã ăn món súp được làm từ thịt Mischa, Grutas cho rằng Hannibal chỉ giết để tiếp tục nói dối chính mình. Tức giận, Hannibal cắn đứt lưỡi Grutas, dùng dao khắc vài chữ "M", làm anh ta bị thương nặng, kinh hoàng với Hannibal, Murasaki nói rằng không còn phần người trong Hannibal để yêu thương, và lặn xuống biển, kích nổ chiếc thuyền và Hannibal thoát khỏi hiện trường.
Bị Popil bắt giữ, Hannibal sớm được giải thoát khi sự ủng hộ phổ biến cho công văn tội phạm chiến tranh của anh ta kết hợp với việc thiếu bằng chứng cứng. Lecter gặp Murasaki, và cả hai nói lời tạm biệt. Được cung cấp chỗ ở tại Bệnh viện Johns Hopkins ở Baltimore, Maryland, Lecter đi ra nước ngoài đến Bắc Mỹ, dừng lại một thời gian ngắn để thăm chủ quán bar Grentz ở Quebec, Canada.

## Phát triển
Số ra ngày 22 tháng 2 năm 2007 của Entertainment Weekly có một trích dẫn cho thấy lý do duy nhất Thomas Harris viết câu chuyện là vì sợ rằng một câu chuyện tiền truyện / nguồn gốc của Lecter chắc chắn sẽ được viết mà không có sự tham gia của anh ta. Nhà sản xuất phim Hannibal Rising Dino De Laurentiis nói "Tôi nói với Thomas, 'Nếu bạn không làm [phần tiền truyện], tôi sẽ làm điều đó với người khác... Tôi không muốn mất nhượng quyền này. Và khán giả muốn nó... ' Anh ấy nói không. Tôi xin lỗi.' Và tôi nói, 'Tôi sẽ làm điều đó với người khác.' Và sau đó anh ấy nói, "Hãy để tôi nghĩ về nó. Tôi sẽ đưa ra một ý tưởng. '"